# Sophie Cordelier
Sophie Cordelier, née le 17 avril 1987 à Dijon, est une céiste française de course en ligne. 
Aux championnats d’Europe 2010 -23ans, elle est vice championne d’Europe canoë monoplace (C1 200m) à Moscou. Aux Championnats d'Europe 2012 à Zagreb, elle est médaillée d'argent en canoë monoplace (C1) sur 200 mètres.